# Preis für Komponisten und Interpreten „Blaue Brücke“
Der Preis für Komponisten und Interpreten „Blaue Brücke“ ist ein Musikpreis, der für herausragende Kompositionen auf dem Gebiet der Neuen Musik vergeben wurde.
Der Preis wurde vom Europäischen Zentrum der Künste Hellerau (vormals: Dresdner Zentrum für zeitgenössische Musik) und der Kulturstiftung Dresden der Dresdner Bank seit 1994 vergeben und war mit 15.000 Euro dotiert.
Die Auswahl der Preisträger geschah in Form eines Wettbewerbes, der im Zweijahresrhythmus durchgeführt wurde.
Ausgewählte Kompositionen des Wettbewerbes wurden jeweils auf den Dresdner Tagen der zeitgenössischen Musik vorgestellt und prämiert.

## Preisträger (Auswahl)
- 1994: Shih
- 1996: Mark André
- 1997: Iris ter Schiphorst und Carola Bauckholt
- 1999: Beaux Parleurs
- 2001: Johannes S. Sistermanns (lobende Anerkennung)
- 2003: Alla Zagaykevych, Tetsuo Furudate und Iris ter Schiphorst

## Weblink
- kulturpreise.de: Preis für Komponisten und Interpreten „Blaue Brücke“